# Sarroch
Sarroch (sardinski: Sarròccu) je grad i općina (comune) u metropolitanskom gradu Cagliariju u regiji Sardiniji, Italija. Nalazi se na nadmorskoj visini od 47 metara i ima 5 269 stanovnika.
 Prostire se na 67,83 km². Gustoća naseljenosti je 78 st/km².
Susjedne općine su: Assemini, Capoterra, Pula i Villa San Pietro.